# Canéjan
Canéjan es una comuna francesa situada en el departamento de Gironda, en la región de Nueva Aquitania.
Está situada a 11,4 kilómetros al sudoeste de la ciudad de Burdeos.

## Historia
Algunos vestigios galorromanos descubiertos en el territorio de la comuna revelan presencia humana en la zona desde cerca de finales del siglo I o inicios del siglo II.
El 20 de agosto de 1949, 29 hombres de Canéjan murieron en Puch (municipio de Cestas) luchando contra un incendio que destruyó 28000 hectáreas, y dejó 82 víctimas mortales. En septiembre de 1949, el General Charles de Gaulle viajó a Canéjan para rendir homenaje a los 29 desaparecidos.
Después de haber sido ortografiado indiferentemente Canéjean o Canéjan, el nombre definitivo del municipio se fijó como Canéjan en julio de 1987.
Desde el año 2017 está hermanado con el municipio español de Silleda

## Demografía
| 1836 | 1901 | 1926 | 1931 | 1936 | 1962 | 1968 | 1975 | 1982 | 1999 | 2019 |
| --- | ---- | ---- | ---- | ---- | ---- | ---- | ---- | ---- | ---- | ---- |
| 334 | 510  | 449  | 453  | 408  | 510  | 594  | 3257 | 3380 | 5114 | 6061 |
| Para los censos de 1962 a 1999 la población legal corresponde a la de población sin duplicidades según define el INSEE. |      |      |      |      |      |      |      |      |      |      |